# 斯科特·霍格西特
斯科特·霍格西特（英語：Scott Hogsett，1972年—），美国男子轮椅橄榄球运动员。他曾代表美国参加2004年、2008年和2012年夏季残疾人奥林匹克运动会轮椅橄榄球比赛，获得一枚金牌和二枚铜牌。